# 灵公台遗址
灵公台，又称绛霄楼，位于山西省运城市新绛县西北泉掌镇第四批中国传统村落泉掌村西北隅。现存遗址，是一处新绛县文物保护单位，从国家文物保护单位泉掌关帝庙旁的村委会进入。

## 历史
灵公台遗址为清康熙时重修，相传即春秋时期的行宫桃园，园内建三座高台，是晋灵公“弹丸射人”、“赵穿弑君”典故的发生之处。

## 建筑
灵公台遗址现存台阶，长15米，宽8米，台壁嵌石清康熙五十年题刻“天台圣境”。

## 保护
1995年12月，灵公台遗址公布为新绛县文物保护单位。